# Rostbröstad novis
Rostbröstad novis (Nonnula rubecula) är en fågel i familjen trögfåglar inom ordningen jakamar- och trögfåglar.

## Utseende
Rostbröstad novis är en knubbig fågel med ett stort och mörkt öga inramat av en ljus ögonring samt en kraftig näbb. Fjäderdräkten är rätt enfärgat gråbrun, med gråare huvud, beigefärgat bröst och vitaktig buk. Området runt näbben varierar geografiskt, från vitt till beige.

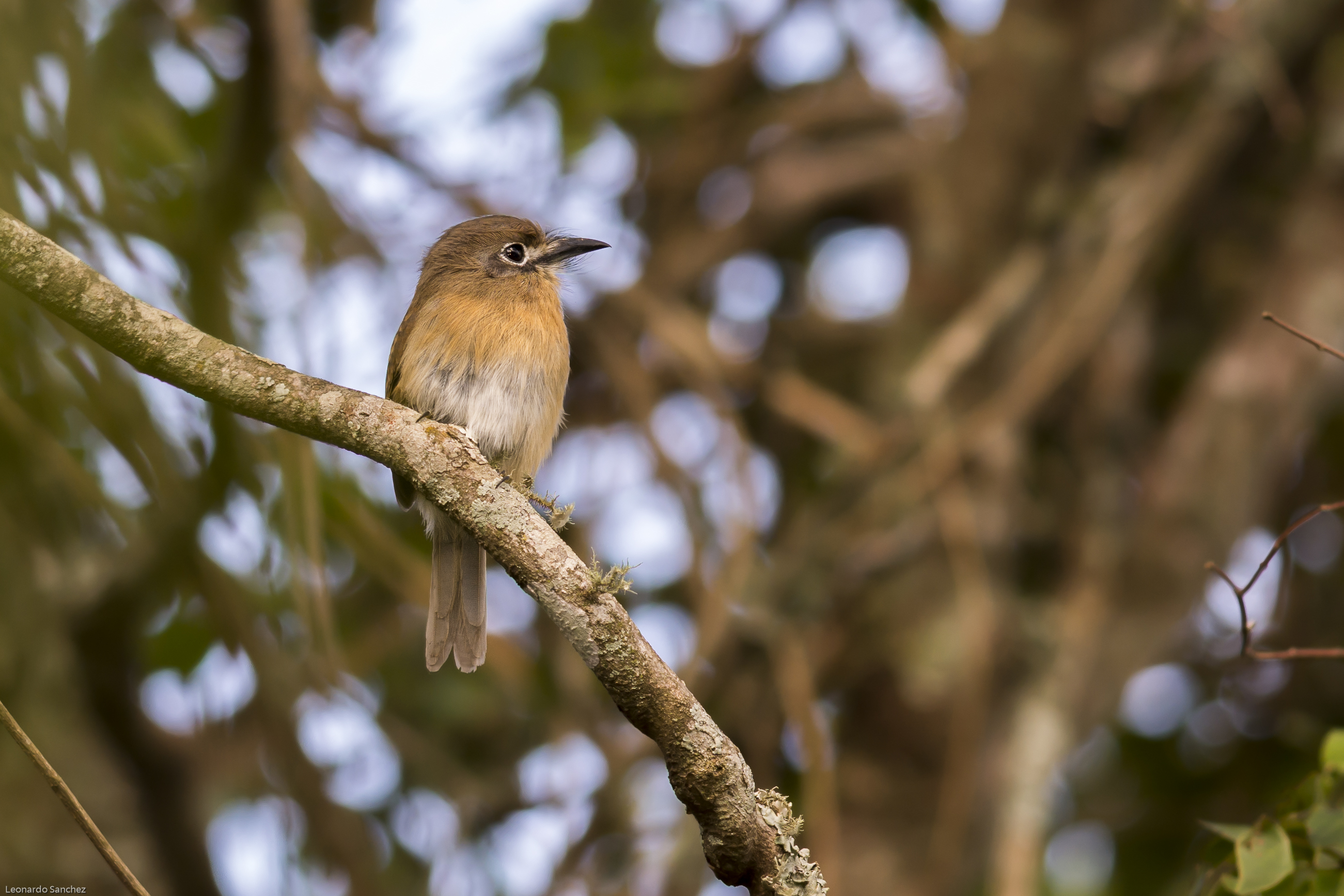

## Utbredning och systematik
Rostbröstad novis delas in i sju underarter med följande utbredning:
- Nonnula rubecula rubecula – förekommer från östra och sydöstra Brasilien till östra Paraguay och nordöstra Argentina (Misiones)
- Nonnula rubecula simulatrix – förekommer i sydöstra Colombia och nordvästra Brasilien (mellan Rio Negro och Amazonfloden)
- Nonnula rubecula duidae – förekommer i östra Venezuela och södra Amazonas (norr om Río Orinoco)
- Nonnula rubecula interfluvialis – förekommer i södra Venezuela (söder om Rio Orinoco) söderut till Río Negro i norra Brasilien
- Nonnula rubecula. cineracea – förekommer i nordöstra Ecuador, nordöstra Peru och västra Brasilien söder om Amazonområdet (söderut till Rondônia)
- Nonnula rubecula tapanahoniensis – förekommer i södra Guyanaregionen och norra Brasilien (norra stranden av nedre Amazonfloden)
- Nonnula rubecula simplex – förekommer i norra Brasilien längs södra stranden av nedre Amazonfloden

## Levnadssätt
Rostbröstad novis hittas i låglänta och flodnära skogar, ungskog och skogsbryn. Där sitter den orörlig i vegetationens lägre skikt och kan vara svår att få syn på.

## Status och hot
Arten har ett stort utbredningsområde, men tros minska i antal, dock inte tillräckligt kraftigt för att den ska betraktas som hotad. Internationella naturvårdsunionen IUCN listar arten som livskraftig (LC).